# Pribina (bán)
Pribina horvát nemes volt, Horvátország első történelmileg ismert bánja, aki Miroszláv és II. Krešimir horvát királyok alatt töltötte be ezt a tisztséget. Köztudott, hogy Pribina ölte meg 949-ben Miroszláv királyt az országban zajló trónharc során, melyet Pribina azért indított, mert az bizonyos területeken korlátozta joghatóságát. A Bíborbanszületett konstantin által a 10. században írt De Administrando Imperio szerint Gacka, Korbava és Lika zsupániák (megye) felett uralkodott. Egy chartában „potens banus”ként, azaz nagyhatalmú bánként is említik.
Tibor Živković szerb történész a horvát bánok és királyok eltérő időrendi sorrendjére utalva arra következtet, hogy Pribinát Alsó-Pannónia azonos nevű fejedelmével Pribinával, Kotzil frank arkhónt pedig fiával Kocel herceggel kell azonosítani, mindkettőt a De Administrando Imperio említi egy trónosztás kapcsán, amikor a mű XXX. fejezetében említi a horvátok hétéves harcát a frankok ellen és a horvátok végső győzelmét a frankok és arkhónjuk Kotzil felett. 